# Dichtersmurf
Dichtersmurf (ook wel: Dichtsmurf) is een van de vaste personages uit het universum van de Smurfen, bedacht door de Belgische striptekenaar Peyo. Hij komt zowel voor in de oorspronkelijke stripserie van Peyo als in de hierop gebaseerde tekenfilms.
Zoals zijn naam al aangeeft is hij de Smurf die zich toelegt op poëzie. Hij schrijft zijn gedichten nog op een ouderwetse manier, met een ganzenveer.
In de tekenfilms werd de stem van Dichtersmurf in het Nederlands gedaan door Corry van der Linden. Hij praat hier met een Frans accent. De originele stem werd ingesproken door Frank Welker.